# 圣若泽-达博阿维斯塔
圣若泽-达博阿维斯塔是巴西巴拉那州的一个市镇。总面积399.67平方公里，总人口6386人，人口密度16人/平方公里。